# Jawornica (województwo dolnośląskie)

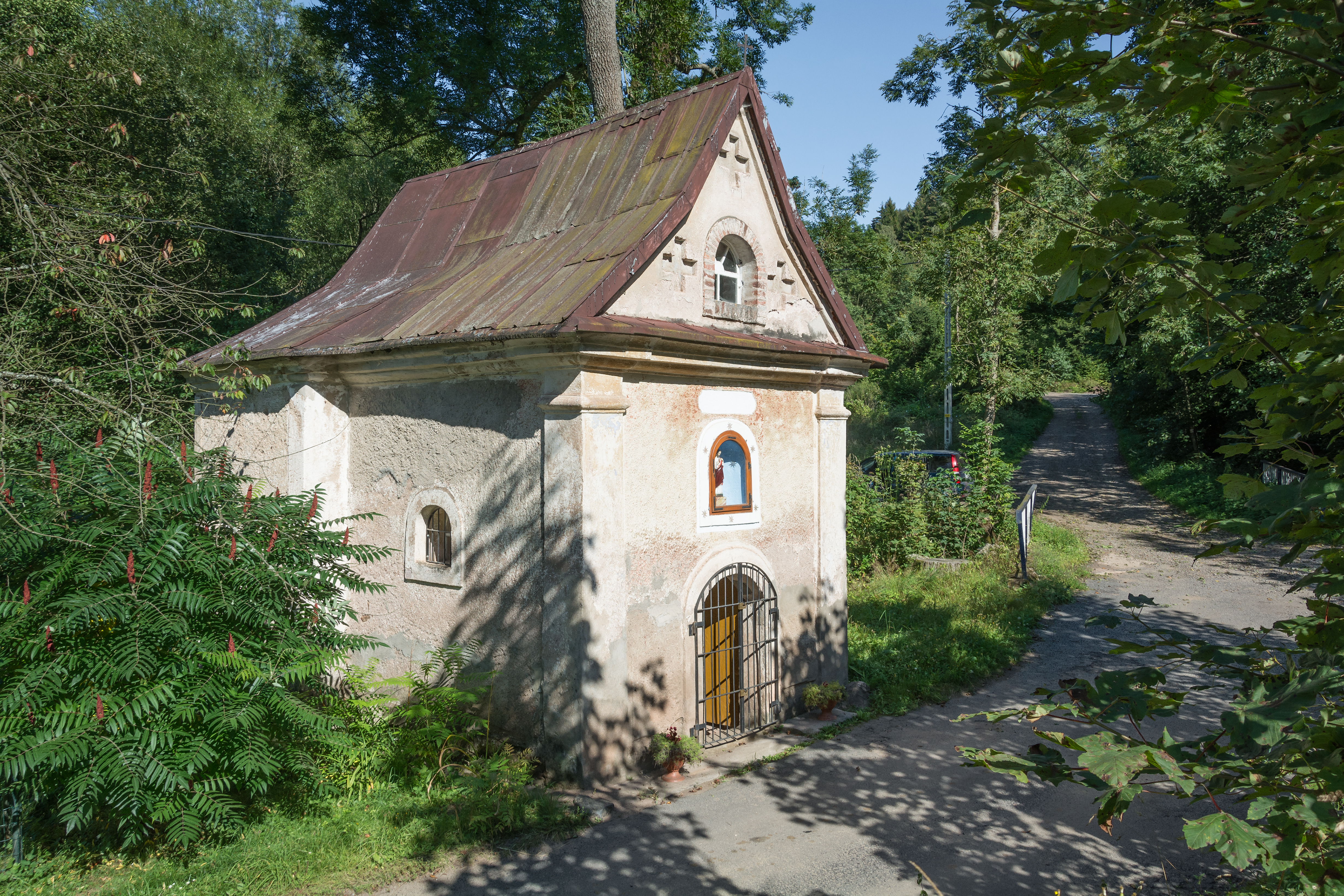
Kaplica w Jawornicy

Jawornica (do 1945 niem. Jauernig) – wieś w Polsce położona w województwie dolnośląskim, w powiecie kłodzkim, w gminie Lewin Kłodzki.
W przeszłości do wsi należał przysiółek Jaworniczka (niem. Neu Jauernig). Obecnie nazwa niestandaryzowana.

## Podział administracyjny
W latach 1975–1998 miejscowość administracyjnie należała do województwa wałbrzyskiego.

## Etymologia nazwy wsi
Nazwa wsi Yawornicz utworzona została prawdopodobnie od słowiańskiego słowa „javor” (jawor). Aktualna, powojenna nazwa nawiązuje do tradycyjnej nazwy wsi.

## Historia
Jawornica wzmiankowana była po raz pierwszy w roku 1477 jako wieś należąca do dóbr homolskich. W roku 1684 została przez sprzedana właścicielom Szczytnej. Należała do niej do lat czterdziestych XIX wieku, kiedy to odłączono od niej dobra łężyckie wraz z należącymi do nich wsiami, m.in. z Jawornicą, należącą do parafii w Lewinie.

Jawornica w pierwszych stuleciach istnienia była niewielką wsią, w której mieszkańcy utrzymywali się głównie z rolnictwa. Jednakże już po roku 1765 znaczna część ludności utrzymywała się z rzemiosła. Największa część populacji zajmowała się tkactwem. Okres szybkiego rozwoju płóciennictwa zakończył się na początku XIX wieku, lecz pomimo tego jeszcze w pierwszej połowie XIX wieku w Jawornicy mieszkali tkacze, użytkujący ponad 49 krosien lnianych. Rzemiosło to było podstawą życia ludzi zamieszkujących wieś.
Ponadto w Jawornicy znajdowały się dwa młyny wodne, a przez krótki czas wydobywano tu rudę żelaza, przerabianą w kuźnicy w Kudowie.

Pomimo szlaku turystycznego łączącego Orlicę z Lewinem, Jawornica nie stała się miejscowością turystyczną.

## Surowce
W okolicach wsi znajdują się złoża hematytów.

## Współczesność
Dzisiaj Jawornica jest prawie wyludniona (według Narodowego Spisu Powszechnego, w marcu 2011 r. zamieszkiwało ją 70 osób). Jedynie kamienna droga idąca wzdłuż wsi daje wyobrażenie o odległej świetności tego miejsca. W czasie zimy dojazd w głąb miejscowości jest niemożliwy. W czasie opadów deszczu z trudnością radzą sobie pojazdy z napędem na cztery koła. Jazdę utrudniają śliskie, wystające oraz ostre kamienie pokryte błotem i roślinnością. Idealny dojazd do Kudowy-Zdroju, czy Czech niestety nie podnosi zainteresowania turystów, których ruch w tych rejonach jest śladowy.

## Rozwój wsi w liczbach
źródło danych:
| Rok  | Aerał | Domy | Ludność | Rozwój, przemysł                 |
| ---- | ----- | ---- | ------- | -------------------------------- |
| 1789 |       |      | 166     | młyn, 23 krosna lniane           |
| 1816 |       |      | 140     |                                  |
| 1830 |       | 28   | 156     | młyn                             |
| 1845 |       | 38   | 179     | młyn, kuźnia, 49 krosn klnianych |
| 1857 |       |      | 255     |                                  |
| 1867 |       |      | 299     |                                  |
| 1871 |       |      | 287     |                                  |
| 1885 | 290   | 61   | 276     |                                  |
| 1895 |       | 53   | 215     |                                  |
| 1905 |       | 48   | 193     | szkoła                           |
| 1910 |       |      | 199     |                                  |
| 1933 |       |      | 175     |                                  |
| 2011 |       |      | 70      |                                  |

## Demografia
Liczba mieszkańców wsi systematycznie wzrastała do roku 1867, kiedy to osiągnęła największy udokumentowany poziom – 299 osób. Następne lata to powolny spadek ludności, do poziomu 165 osób w 1939.

## Układ urbanistyczny
Jawornica, położona przy lokalnej drodze z Lewina ku przełęczy Polskie Wrota, oddzielającej Wzgórza Lewińskie od Gór Orlickich i Bystrzyckich, rozlokowana jest na terenie Wzgórz Lewińskich, w malowniczej dolinie potoku Jaworniczki, i na wysokości około 590–650 m n.p.m. Zachowały się relikty zabudowań wsi skupione w zachodniej, płytszej części doliny potoku, jak i w jej partii środkowej. Około połowy XVIII w. Jawornica o układzie łańcuchowym była dużą wsią ze zwartym i jednolitym siedliskiem. Osią układu była droga z Lewina do Podgórza w Górach Bystrzyckich, położonego na południe od Dusznik. Około roku 1865 wykształcony już był obecny, zasadniczy układ dróg, a wieś zachowała swój dawny układ łańcuchowy. Siedlisko wsi było nadal zwarte. W końcówce XIX w. układ przestrzenny Jawornicy został wzbogacony elementami układu wielodrożnego, a siedlisko uległo rozczłonkowaniu. Mimo to Jawornica tworzyła jeden zespół osadniczy ze swą kolonią Jaworniczką, przysiółkiem Jerzykowicami Małymi i wsią Zimne Wody. Obecnie ze względu na zniszczenie niemal całej zabudowy wsi dawny jej układ nie jest czytelny. Jedynie z układu istniejących budynków można wnioskować, że zabudowa skupiona była zarówno blisko dna doliny, jak i na wysokim, stromym grzbiecie Wzgórz Lewińskich, wydzielających dolinę Jaworniczki od południa. W połowie XVIII w. zabudowa wsi była zróżnicowana, a około roku 1865 dominowały skromne budynki sytuowane kalenicowo względem wiejskich dróg. Dawna zabudowa wsi praktycznie już nie istnieje. Zachowały się tylko kaplica na zachodnim krańcu Jawornicy i parę skromnych, jednokondygnacyjnych domów nakrytych dachami dwuspadowymi. Jeden tylko budynek nr 1 ma dwie kondygnacje.

## Zabytki
Do wojewódzkiego rejestru zabytków wpisana jest
- Kaplica w Jawornicy z 1714 r., w dolinie potoku Jaworniczka, o elewacjach zdobionych pilastrami i profilowanym gzymsem[5].

## Szlaki turystyczne
Przez Jawornicę przechodzą dwa znakowane szlaki turystyczne:
- Ptak (Fort Karola) – Lisia Przełęcz – Kulin Kłodzki – Przełęcz pod Grodźcem – Leśna – Lewin Kłodzki – Taszów – Kocioł – Miejski Lasek – Jawornica – Zimne Wody – Kozia Hala – Sołtysia Kopa – Orlica – Zieleniec – Torfowisko pod Zieleńcem – Kamienna Góra – Przełęcz Sokołowska – Polanica-Zdrój
- Ludowe – Przełęcz Polskie Wrota – Jawornica – Jerzykowice Małe – Kocioł – Kocioł PL/CZ – Olešnice v Orlických horách – Číhalka – Podgórze PL/CZ[8]